# Bennettisca nambue
Bennettisca nambue är en stekelart som beskrevs av John S. Noyes 2004. Bennettisca nambue ingår i släktet Bennettisca och familjen sköldlussteklar.
Artens utbredningsområde är Costa Rica. Inga underarter finns listade.